# Acicula szigethyannae
Acicula szigethyannae is een slakkensoort uit de familie van de Aciculidae. De wetenschappelijke naam van de soort is voor het eerst geldig gepubliceerd in 1977 door Subai.